# Bernardo Mota
Bernardo Mota (Lisbona, 14 giugno 1971) è un ex tennista e allenatore di tennis portoghese.

## Carriera
In carriera ha vinto un titolo di doppio, l'Oporto Open nel 1996, in coppia con il connazionale Emanuel Couto. Nei tornei del Grande Slam ha ottenuto il suo miglior risultato raggiungendo il secondo turno nel doppio all'Open di Francia nel 1997 e a Wimbledon nello stesso anno.
In Coppa Davis ha giocato un totale di 30 partite, ottenendo 16 vittorie e 14 sconfitte.

## Statistiche

### Doppio

#### Vittorie (1)
| Numero | Anno           | Torneo             | Superficie  | Compagno      | Avversari in finale         | Punteggio     |
| 1.     | 16 giugno 1996 | Oporto Open, Porto | Terra rossa | Emanuel Couto | Joshua Eagle Andrew Florent | 4-6, 6-4, 6-4 |